# London Transport Museum
London Transport Museum je muzeum zaměřené na historii dopravy v Londýně.
Nachází se v oblasti Covent Garden v Londýnském obvodu Westminster. Hlavní část sbírek muzea je umístěna v rozsáhlé budově postavené roku 1872, dříve používané jako květinová tržnice.
Sbírky muzea obsahují mnoho autobusů, tramvají a železničních dopravních prostředků. Exponáty v muzeu obsahují různé typy předmětů od pohlednic s dopravní tematikou po kompletní soupravu metra z roku 1938, která je umístěna v depozitáři muzea. V souvislosti s rekonstrukcí budovy v Covent Garden je většina exponátů přemístěna do depozitáře na Gunnersbury Lane, rozsáhlého účelového komplexu. Depozitář je přístupný po několik víkendů v roce a pro objednané prohlídky doprovázené průvodcem.

## Historie
Muzeum bylo otevřeno v Covent Garden roku 1980. Původně bylo označováno jako London Transport Museum a specializovalo se na historii London Transport – organizace zabezpečující provoz metra a autobusové dopravy.
Muzeum bylo krátce přejmenováno na London's Transport Museum, ale později se přejmenovalo zpět na London Transport Museum.
Roku 2000 se vlastníkem muzea stala organizace Transport for London, nově vytvořený správní orgán zodpovědný za dopravu ve Velkém Londýně. V té době se také rozšířilo zaměření sbírek muzea tak, aby postihlo všechny aspekty dopravy v Londýně.
V posledních letech muzeum prošlo náročnou rekonstrukcí, dnes je opět otevřeno pro veřejnost. Hlavní budova v Covent Garden byla z důvodu rozsáhlé rekonstrukce, která byla dokončena v roce 2007, uzavřena pro veřejnost